# Tuvia Bielski

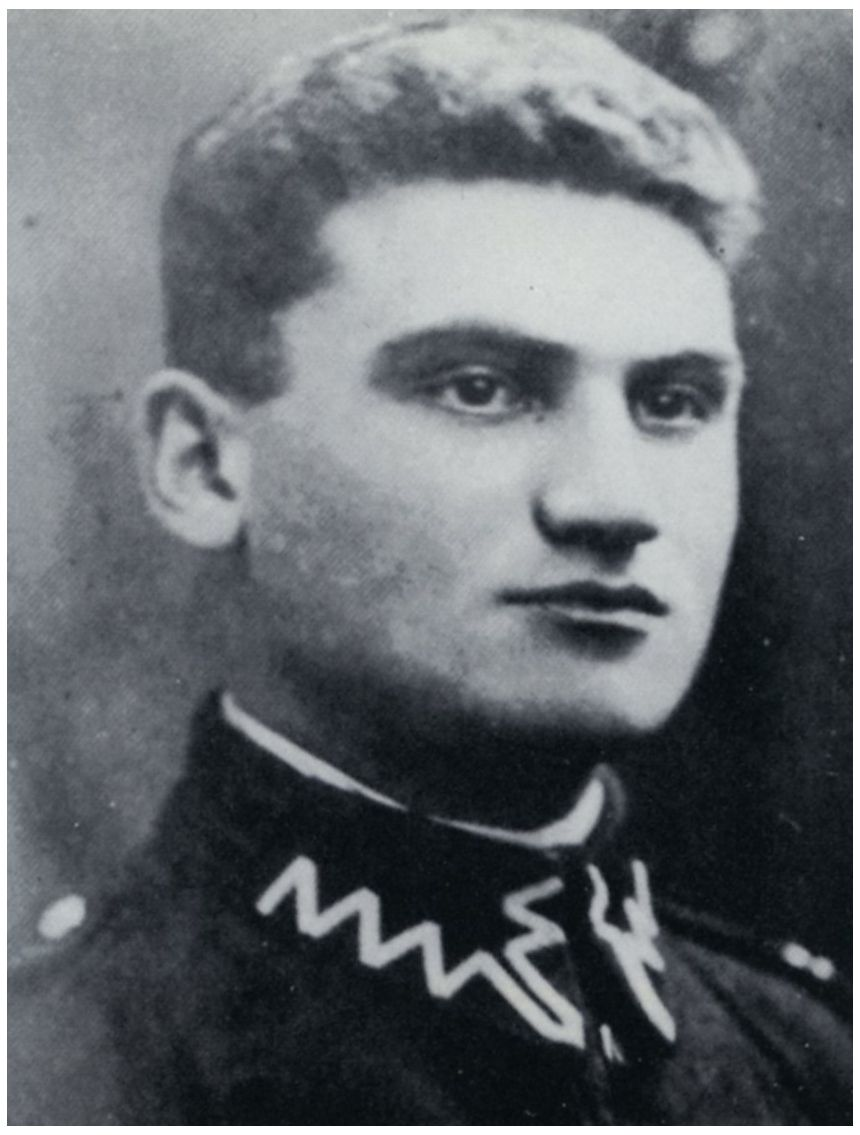
Tuvia Bielski (vor 1945)

Tuvia Bielski (* 8. Mai 1906 in Stankewitschi, Hrodsenskaja Woblasz, Russisches Reich; † 12. Juni 1987 in Brooklyn, New York) war ein polnisch-jüdischer Partisanenführer während des Zweiten Weltkrieges.

## Leben
Tuvia Bielski hatte in der polnischen Armee gedient und war in der zionistischen Jugendbewegung aktiv. Die nach ihm und seiner Familie benannten Bielski-Brüder entstanden als größere Gruppe schon bald nach dem deutschen Überfall auf die Sowjetunion aus einer kleinen Gruppe von Menschen, bei denen es sich zunächst um Bielski, seine Brüder und einige Freunde und Bekannte handelte. Sie versuchten sich vorerst dem deutschen Zugriff zu entziehen, indem sie in die Naliboki-Wälder flüchteten. Von dort aus begannen sie damit, ihre Gemeinschaft zu vergrößern, indem sie andere Juden aufnahmen und ihnen auf diese Weise eine Überlebenschance boten. Damit einher ging auch der Kampf gegen Kollaborateure und Einheimische, die Juden denunzierten oder ermordeten. Durch ihren Widerstand und aktiven Kampf vergrößerte sich ihre Gemeinschaft schließlich auf mehr als 1.200 Menschen, die in einem eigens errichteten Blockhüttendorf, das auch als Jerusalem in den Wäldern bezeichnet wurde, bis zur Befreiung durch die Rote Armee überleben konnten.
Nach dem Krieg kehrte Bielski nach Polen zurück. 1945 ging er nach Palästina und wanderte später mit einem seiner Brüder in die Vereinigten Staaten aus. Begraben wurde er auf dem Har HaMenuchot.

## Rezeption
Seine Kriegserlebnisse lieferten 2008 die Vorlage für den Spielfilm Defiance – Für meine Brüder, die niemals aufgaben.
Die Memoiren von Bielski, ein in Jiddisch geschriebenes Manuskript wurden 2009 im Nachlass von Bielski im Yivo-Institut in New York entdeckt. 2012 war geplant, sie ins Englische zu übersetzen und zu veröffentlichen.